# حصار (هند)
شهر حصار (به انگلیسی: Hisar) با جمعیت ۳۰۱٬۲۴۹ نفر (در سال ۲۰۱۱) در ایالت هریانا در کشور هند واقع شده است.
حصار مرکز اداری بخش حصار در ایالت هریانا در شمال‌غربی هند است. این شهر در فاصله ۱۶۴ کیلومتر (۱۰۲ مایل) به سمت غرب دهلی نو، پایتخت هند، واقع شده است و تعیین شده است تا به‌عنوان یک مرکز جایگزین رشد برای دهلی توسعه یابد.
این شهر تحت حاکمیت قدرت‌های بزرگی از جمله امپراتوری مائوریا در قرن سوم پیش از میلاد، تغلق‌شاهیان در قرن چهاردهم، امپراتوری گورکانی در قرن شانزدهم، و امپراتوری بریتانیا در قرن نوزدهم بوده است. پس از استقلال هند، این شهر به ایالت پنجاب پیوست. با تقسیم پنجاب در سال ۱۹۶۶، حصار بخشی از هریانا شد.
نام کنونی این شهر در سال ۱۳۵۴ میلادی توسط فیروزشاه تغلق، فرمانروای سلطان‌نشین دهلی از سال ۱۳۵۱ تا ۱۳۸۸، به عنوان «حصار فیروزه» انتخاب شد. رود گهگر هکره و رودخانه دری‌شَدوَتی زمانی از این شهر عبور می‌کردند، اما اکنون مسیر خود را تغییر داده‌اند. حصار دارای اقلیم قاره‌ای است و تابستان‌های بسیار گرم و زمستان‌های نسبتاً خنک دارد. زبان‌های رایج این منطقه شامل زبان هندی، زبان هریانوی، و زبان باگری است.

## تاریخ

### تاریخ اولیه
کاوش‌های باستان‌شناسی در مکان‌های نزدیک به رخیشاپور (۷۰۰۰ پیش از میلاد)، سیسوال (۴۰۰۰ پیش از میلاد)، و لوهاری راگو حضور انسان در دوره پیشا-هراپان را نشان می‌دهد. بعدها، آریایی‌ها در اطراف رود دری‌شدوَتی سکونت گزیدند. نوشته‌های جینی در اوترادهیایانا سوترا (۵۹۹/۵۴۰–۵۲۷/۴۶۸ پیش از میلاد) به شهری به نام ایسوکارا در کشور پادشاهی کورو (حدود ۱۲۰۰ – حدود ۹۰۰ پیش از میلاد) اشاره کرده است که باور بر این است که نام قبلی حصار باشد. پادشاهی حصار که پایتخت آن اگروها بود، احتمالاً به چاندراگوپتا مائوریا (حکومت: ۳۲۱–۲۹۷ پیش از میلاد) در جنگ سلوکیان و مائوریا علیه سلسله سلوکی کمک کرد. این پادشاهی سپس به امپراتوری مائوریا ملحق شد، همان‌طور که کشف ستون‌های آشوک در اطراف شهر نشان می‌دهد. این شهر بعداً تحت کنترل شاهنشاهی کوشانی (۱۲۷–۳۷۵ میلادی) و امپراتوری گوپتا (۲۵۰–۵۵۰ میلادی) قرار گرفت. این منطقه در جریان لشکرکشی‌های سلطان محمود غزنوی غارت شد. در قرن دوازدهم، پادشاه چوهان، پریتویراج چوهان، هانسی را که اکنون در منطقه حصار قرار دارد، پایتخت خود کرد و قلعه‌ای ساخت. این منطقه تا زمانی که پریتویراج چوهان در جنگ دوم تاراین توسط غوریان به رهبری معزالدین محمد غوری شکست خورد، برای امپراتوری چوهان یک منطقه راهبردی باقی ماند.

### دوره تُغلُق

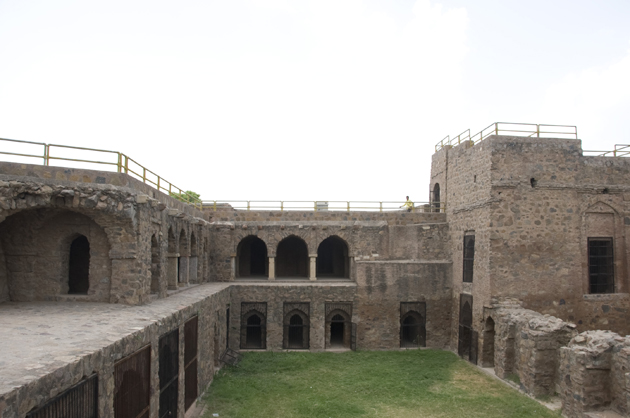
قلعه‌ای که توسط فیروزشاه تغلق در سال ۱۳۵۴ میلادی در حصار ساخته شد

حصار در سال ۱۳۵۴ میلادی با نام «حصار فیروزه» توسط فیروزشاه تغلق که از سال ۱۳۵۱ تا ۱۳۸۸ بر سلطان‌نشین دهلی حکومت می‌کرد، تأسیس شد. او یک قلعه محصور با چهار دروازه ساخت: دروازه دهلی و دروازه موری در شرق، دروازه نگوری در جنوب، و دروازه طلاقی در غرب. ساخت قلعه در سال ۱۳۵۴ میلادی آغاز شد و در سال ۱۳۵۶ میلادی به پایان رسید. در وسط قلعه، کاخ فیروزشاه قرار داشت. این مجموعه علاوه بر چندین آپارتمان زیرزمینی، شامل ساختمان‌هایی مانند باره‌دری، مسجد لات کی، دیوان، و شاهی دروازه بود. نزدیک کاخ، قصر گوجری که توسط امپراتور برای همسرش به نام گوجری ساخته شده بود، قرار داشت. این شهر به نام حصار فیروزه شناخته شد که نامی فارسی است. تیمور در سال ۱۳۹۸ میلادی به شهر حمله کرد و سربازان او قلعه را به آتش کشیدند.
این شهر بعدها تحت حاکمیت سلسله سید و لودی قرار گرفت تا اینکه بابر، ابراهیم لودی را در نبرد نخست پانی‌پت شکست داد.

### دوران گورکانی
زمانی که بابر در سال‌های ۱۵۲۴–۱۵۲۶ به هند حمله کرد، حصار بخشی از امپراتوری ابراهیم لودی بود. در نبرد نخست پانی‌پت در سال ۱۵۲۶، بابر (بَبر) شاهزاده نصیرالدین همایون را فرستاد که موفق شد ارتش ابراهیم لودی را شکست دهد. بابر شهر حصار را به عنوان پاداش برای موفقیت در اولین لشکرکشی نظامی‌اش به نصیرالدین همایون واگذار کرد. در سال ۱۵۴۰، حصار تحت کنترل شیرشاه سوری درآمد، زمانی که او همایون را شکست داد. اما همایون در سال ۱۵۵۵ آن را بازپس گرفت و به اکبر کبیر واگذار کرد. در دوران حکومت اکبر کبیر (۱۵۵۶–۱۶۰۵)، حصار بار دیگر به مکانی با اهمیت قابل توجه تبدیل شد. این شهر تا سال ۱۷۶۰ تحت سلطه امپراتوری گورکانی باقی ماند.

### دوران بریتانیایی‌ها
حصار در سال ۱۷۹۸ توسط جورج توماس، ماجراجوی ایرلندی، اشغال شد. این وضعیت تا سال ۱۸۰۱ ادامه یافت، زمانی که توماس توسط اتحادیه امپراتوری سیک-امپراتوری مراتا-امپراتوری استعماری فرانسه بیرون رانده شد. این منطقه در سال ۱۸۰۳ تحت سلطه کمپانی هند شرقی بریتانیا درآمد و تا زمان شورش‌های ۱۸۵۷ در هند بخشی از آن باقی ماند، زمانی که محمد عظیم و رائو تولا رام برای مدت کوتاهی آن را تصرف کردند. کمپانی نیروهایی تحت فرماندهی ژنرال ون کورتلند فرستاد که عظیم و تولا رام را در ۱۶ نوامبر ۱۸۵۷ شکست دادند.
بین سال‌های ۱۸۰۳ و ۱۸۷۹، بریتانیا حصار و هانسی را بخشی از دیوار بزرگ گمرک هند به طول ۴٬۰۰۰ کیلومتر قرار داد که برای وضع عوارض گمرکی بر نمک و شکر ساخته شده بود. حصار در سال ۱۸۶۷ به شهرداری تبدیل شد.
به دلیل شرکت در شورش‌های ۱۸۵۷ در هند، چهاردارها و لمبردارهای روستاهای شورشی زمین و اموال خود را از دست دادند. این شامل ۳۶۸ نفر از بخش حصار و بخش گورگائون بود که یا اعدام شدند یا به حبس ابد محکوم شدند. این شهر از زمان شورش ۱۸۵۷ تا زمان استقلال، یکی از مراکز اصلی جنبش استقلال‌طلبی هند بود. بسیاری از رهبران ملی در جریان این جنبش از شهر بازدید کردند، از جمله لالا لاجپات رای در ۱۸۸۶، سبهاش چندر بوس در ۱۹۳۸، و جواهر لعل نهرو در ۱۹۴۶.

### پس از استقلال
پس از استقلال، این شهر بخشی از پنجاب شرقی شد و سپس در سال ۱۹۶۶ به هریانا ملحق شد.

## جغرافیا
حصار در ۲۹°۰۵′شمالی ۷۵°۲۶′شرقی / ۲۹٫۰۹°شمالی ۷۵٫۴۳°شرقی در غرب هریانا واقع شده است. این شهر دارای ارتفاع متوسط ۲۱۵ متر (۷۰۵ فوت) از سطح دریای آزاد است. این منطقه بخشی از دشت آبرفت گاگر-جمنا است و بخش‌های جنوبی و غربی آن به تدریج به بیابان تبدیل می‌شوند. رودخانه‌های گاگر و دریشدوتی زمانی از این شهر می‌گذشتند. بر اساس نقشه زمین‌ساخت، این منطقه بر روی خط الراس دهلی-لاهور قرار دارد که توسط گسل‌ها محدود شده است و هیچ زمین لرزه قابل توجهی در گذشته در این منطقه رخ نداده است. تنها یک مورد قحطی در این شهر در سال‌های ۱۸۳۷–۱۸۳۸ ثبت شده است.

## آب و هوا
حصار دارای اقلیم نیمه‌خشک با تابستان‌های بسیار گرم و زمستان‌های معتدل است. ویژگی‌های اصلی آب و هوای حصار خشکی، دمای بسیار بالا و بارندگی کم است. حداکثر دمای روزانه در طول تابستان بین ۴۰ و ۴۶ درجه سلسیوس (۱۰۴ و ۱۱۵ درجه فارنهایت) متغیر است. در طول زمستان، بین ۱٫۵ درجه سانتیگراد و ۴ درجه سانتیگراد است. حداکثر دمای ثبت شده ۵۰٫۳ درجه سلسیوس (۱۲۲٫۵ درجه فارنهایت) در ماه مه ۲۰۲۴ است، در حالی که حداقل دمای ثبت شده −۳٫۹ درجه سلسیوس (۲۵٫۰ درجه فارنهایت) در ژانویه ۱۹۲۹ است. میانگین حداکثر و حداقل دمای سالانه به ترتیب ۳۲٫۳ درجه سلسیوس (۹۰٫۱ درجه فارنهایت) و ۱۵٫۴ درجه سلسیوس (۵۹٫۷ درجه فارنهایت) است. رطوبت نسبی از ۵ تا ۱۰۰٪ متغیر است.
حصار در حاشیه بیرونی منطقه باد موسمی واقع شده است. میانگین بارندگی سالانه حدود ۴۲۹ میلیمتر (۱۶٫۹ اینچ) است که بیشتر آن در ماه‌های ژوئیه و اوت رخ می‌دهد. بالاترین میزان بارندگی سالانه ۷۹۳٫۶ میلیمتر (۳۱٫۲۴ اینچ) در سال ۱۹۷۶ و کمترین میزان آن ۱۴۵٫۲ میلیمتر (۵٫۷۲ اینچ) در سال ۲۰۰۰ ثبت شده است. شبنم در ماه‌های دسامبر و ژانویه مشاهده می‌شود. بادهای گرم که در محلی به نام «لو» شناخته می‌شوند، از ماه مه تا ژوئیه قوی و مکرر هستند. گاهی، طوفان‌های گرد و غبار در طول تابستان و طوفان‌های تگرگ در فوریه تا آوریل رخ می‌دهد. مه به‌طور کلی در دسامبر و ژانویه غالب است. رعد و برق نیز در طول فصل پس از باران‌های موسمی و تابستان رخ می‌دهد.

## مدیریت شهری
| مقامات شهر حصار     | مقامات شهر حصار  |
| ------------------- | ---------------- |
| نماینده مجلس        | بریجندرا سینگ    |
| عضو مجلس قانون‌گذاری | کمال گپتا        |
| کمیسر بخش حصار      | چاندرا شخار      |
| کمیسر شهرداری       | آشوک کومار گارگ  |
| معاون کمیسر         | پریانکا سونی     |
| سرپرست پلیس         | بالوان سینگ رانا |

حصار در سال ۱۸۶۷ به عنوان یک شهرداری تأسیس شد. این شهر در سال ۱۸۳۲ به عنوان مرکز اداری بخش حصار تعیین شد. شرکت شهرداری حصار که شامل ۲۰ بخش است، توسط یک شهردار اداره می‌شود. نظم و قانون در شهر توسط پلیس هریانا که تحت مدیریت سرپرست پلیس است، حفظ می‌شود.
این شهر همچنین به عنوان مرکز فرماندهی حوزه حصار پلیس هریانا خدمت می‌کند که بخش سیرسا، جند، بیوانی و بخش حصار را تحت پوشش دارد و تحت مدیریت بازرس کل پلیس است.
دادگاه بخش در سال ۱۸۳۲ در حصار تأسیس شد و در سال ۱۹۱۵ به عنوان دادگاه جلسه ارتقا یافت. این دادگاه توسط قاضی ارشد دادگاه اداره می‌شود.
دادگاه بخش دارای یک انجمن وکلا است که در سال ۱۸۷۰ تأسیس شد.
حصار نماینده خود را به مجلس قانون‌گذاری و نماینده‌ای به مجلس نمایندگان (لوک سبها) انتخاب می‌کند. این شهر به عنوان مرکز فرماندهی گردان ۳۳ نیروی امنیت مرزی و گردان ۳ پلیس مسلح هریانا نیز عمل می‌کند.
فرماندهی زرهی ۳۳ نیروی زمینی هند در پایگاه نظامی حصار مستقر است و بخشی از سپاه یکم است. در سال ۱۹۹۶، بریگاد گاردها برای تبدیل به پیاده‌نظام مکانیزه به اینجا آمد و اکنون به یک گردان کاملاً مکانیزه تبدیل شده است.

## اقتصاد

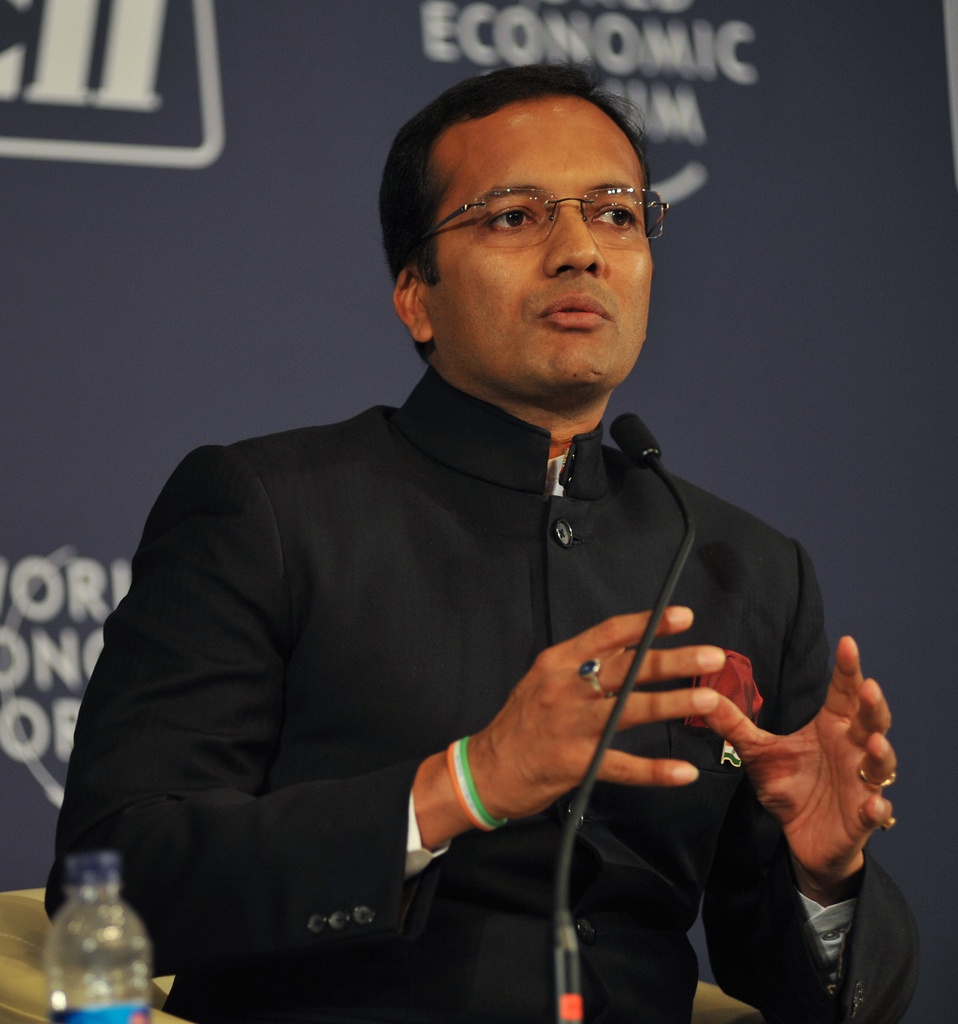
ناوین جیندال، مدیرعامل جیندال استیل اند پاور، اهل حصار است.

این شهر دارای صنعت بزرگ فولاد است و به عنوان «شهر فولاد» شناخته می‌شود. تا ژوئن ۲۰۱۲، حصار بزرگ‌ترین تولیدکننده مواد گالوانیزه در هند بوده است.
صنعت نساجی و صنعت خودروسازی نیز از مهم‌ترین عوامل اقتصادی این شهر هستند.
حصار همچنین تعداد زیادی مزرعه دام دارد که مزرعه مرکزی دام، تأسیس شده در سال ۱۸۰۹، یکی از بزرگ‌ترین مزارع گاو در آسیا است.
گروه جیندال به رهبری ساویتری جیندال بزرگ‌ترین تولیدکننده فولاد زنگ‌نزن نواری برای تیغ‌های اصلاح و بزرگ‌ترین تولیدکننده سکه خام در هند است.
این شهر به عنوان سرریز جمعیتی برای دهلی نو در نظر گرفته شده است.

## جمعیت‌شناسی
بر اساس سرشماری ۲۰۱۱ هند، جمعیت شهر حصار ۳۰۱٬۲۴۹ نفر است و در حال حاضر صد و چهل و یکمین شهر پرجمعیت هند محسوب می‌شود. مردان ۵۴٪ و زنان ۴۶٪ از جمعیت را تشکیل می‌دهند و نسبت جنسی ۸۴۴ زن به ازای هر هزار مرد است. نرخ سواد در حصار به‌طور متوسط ۸۱٫۰۴٪ است که بالاتر از میانگین ملی است: نرخ سواد مردان ۸۶٫۱۳٪ و نرخ سواد زنان ۷۵٫۰۰٪ است. ۱۱٪ از جمعیت شهر زیر ۶ سال هستند و نسبت جنسی کودکان ۸۶۰ دختر به ازای هر هزار پسر است. جمعیت شهری حصار ۳۰۶٬۸۹۳ نفر است که از این تعداد ۱۶۶٬۶۲۳ مرد و ۱۴۰٬۲۷۰ زن هستند. نرخ رشد جمعیت دهه‌ای ۲۷٫۰۶٪ بوده است. به‌طور تاریخی، جمعیت حصار در سال ۱۸۴۳ حدود ۷٬۰۰۰ نفر تخمین زده شده است.

### دین
بیش از ۹۷٪ از جمعیت شهر پیروان هندوئیسم هستند. ۳٪ باقیمانده پیروان آیین سیک، جین، اسلام و مسیحیت هستند. این شهر پیش از تقسیم هند در سال ۱۹۴۷ جمعیت زیادی از مسلمانان داشت که اکثر آن‌ها پس از استقلال به پاکستان مهاجرت کردند. حصار همچنین یک مرکز مهم آموزشی برای دیگامبارا بود و زمانی مقر بهتارکه، رهبر نهادهای جین دیگامبارا، به‌شمار می‌رفت.
| دین          | جمعیت (۱۹۱۱) | درصد (۱۹۱۱) | جمعیت (۱۹۴۱): ۳۰ | درصد (۱۹۴۱) |
| ------------ | ------------ | ----------- | ---------------- | ----------- |
| هندوئیسم     | ۹٬۵۳۰        | ۵۵٫۵۳٪      | ۱۵٬۹۲۱           | ۵۵٫۶۳٪      |
| اسلام        | ۷٬۰۶۳        | ۴۱٫۱۵٪      | ۱۱٬۱۱۶           | ۳۸٫۸۴٪      |
| آیین سیک     | ۹۷           | ۰٫۵۷٪       | ۳۹۰              | ۱٫۳۶٪       |
| مسیحیت       | ۶۷           | ۰٫۳۹٪       | ۱۶۶              | ۰٫۵۸٪       |
| سایر ادیان   | ۴۰۵          | ۲٫۳۶٪       | ۱٬۰۲۵            | ۳٫۵۸٪       |
| جمع کل جمعیت | ۱۷٬۱۶۲       | ۱۰۰٪        | ۲۸٬۶۱۸           | ۱۰۰٪        |

## فرهنگ

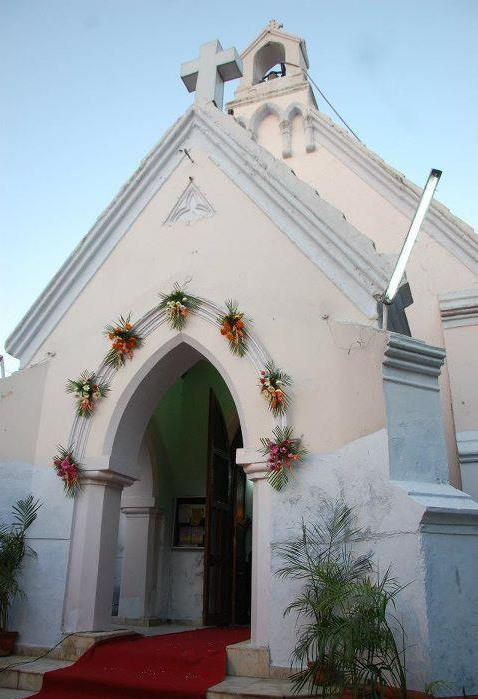
کلیسای سنت توماس، حصار، حدود ۱۸۶۰

بیشتر جشنواره‌های محبوب هندی در این شهر برگزار می‌شوند، از جمله دیوالی، دوسهرا، رام نوامی، جاناتماشتامی، ماها شیوارتری، لوهری، Gugga نوامی، هولی، بسانت پانچامی، تیج و ماکار سانکرانتی. جشنواره‌های جین، مسیحیان، سیک‌ها و مسلمانان نیز در این شهر برگزار می‌شوند.
شیرینی‌ها محبوب هستند، و پدای هانسی از محبوب‌ترین آنهاست.
Ghoomar رقص فولکلور اصلی است که مردم در جشنواره‌ها و دیگر مراسم‌ها اجرا می‌کنند و Saang تئاتر فولکلور منطقه است. موسیقی سنتی هند Jasraj و شاعر Vishnu Prabhakar اهل حصار هستند.

## معماری
نشانه‌هایی از استقرارهای پیشا-هاراپایی در سیسوال و لوهاری راگو در بخش حصار کشف شده است. یکی از چهار مرحله پیشا-هاراپایی، دوره سوتی-سیسوال (۳۲۰۰–۲۶۰۰ قبل از میلاد) نامگذاری شده است. در این مکان استقرارهای هاراپا نیز در رخیشاپور یافت شده‌اند. این سایت با ۲۱۸۰ هکتار مساحت، بزرگ‌ترین سایت هاراپایی در هند و دومین بزرگ‌ترین در کل، پس از موهن‌جو دارو است. همه این سایت‌ها توسط سازمان باستان‌شناسی هند نگهداری می‌شوند.
آگروها نیز مکانی با اهمیت تاریخی است. این مکان حدود ۲۴ کیلومتری شهر واقع شده و زمانی پایتخت آگرسنا، پادشاهی که باور بر این است در آخرین مراحل دوپارا یوگا در دوران مهاباراتا زندگی می‌کرد، بوده است. بقایای پایتخت او که به نام تپه آگروها یا محلی «ثر» شناخته می‌شود، مربوط به حدود ۳۰۰۰ قبل از میلاد است. این شهر همچنین در دوران امپراتوری مائوریا یک مرکز بزرگ بود زیرا معابد آیین بودایی و آیین جین نیز در حفاری‌ها کشف شده‌اند.
مجموعه کاخ فیروز شاه یکی دیگر از مکان‌های تاریخی برجسته است که در داخل شهر قرار دارد. این کاخ در سال ۱۳۵۴ میلادی توسط فیروزشاه تغلق ساخته شد. قلعه آسیگر، یک اثر تاریخی محافظت‌شده مرکزی، در سال‌های ۱۳۰۴–۱۳۰۵ ساخته شده است. مکان‌های تاریخی مربوط به دوران بریتانیا شامل کلیسای سنت توماس، حصار و موزه جاهج کوتی است که در ابتدا یک معبد جین بود و به موزه تبدیل شد.

### مکان‌های دیدنی

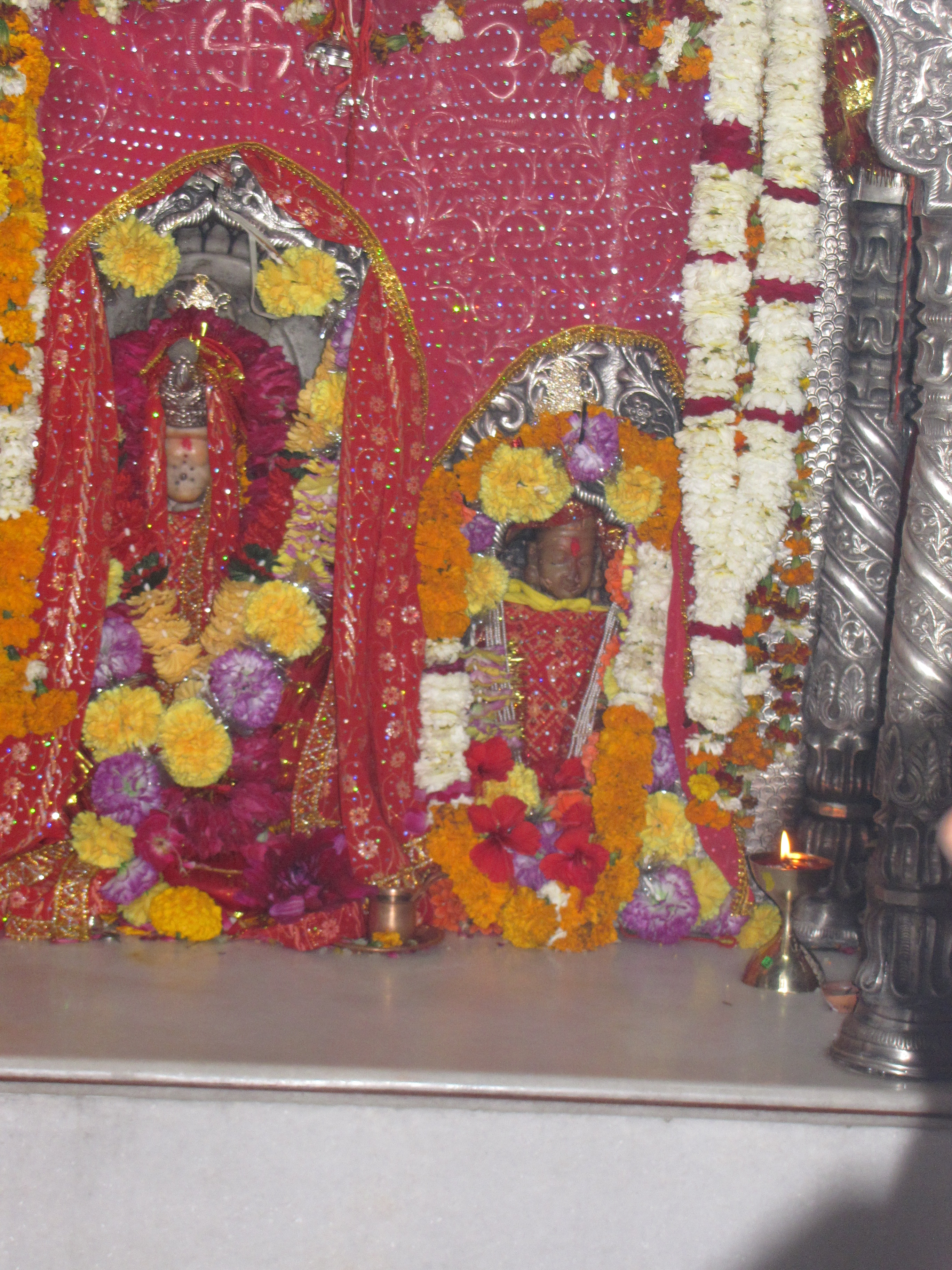
الهه بانبهوری توسط مردم محلی پرستش می‌شود.

بالساماند، سیسوال، بناوالی، کانوری و رخیشاپور از مکان‌های تمدن دره سند هستند که از طریق حصار، رودخانه دری‌شدوَتی باستانی جریان داشت. این رودخانه شاخه‌ای از رود ساراسواتی بود که اکنون به صورت بقایای رود گهگر هکره جریان دارد.
تپه تاریخی تپه آگروها و آگروها دهام، یک مکان مذهبی برجسته، در حاشیه شهر و حدود ۲۲ کیلومتری جاده فته‌آباد-سیرسا-بهاتندا قرار دارد.
دریاچه بلو بیرد و مجموعه گردشگری آن که توسط گردشگری هریانا نگهداری می‌شود، فعالیت‌هایی مانند قایق‌رانی، ورزش‌های آبی، پرنده‌نگری و تفریح را ارائه می‌دهد. پارک گوزن، حصار و پارک گیاهی شاتاوار واتیکا نیز در حاشیه شهر قرار دارند و توسط دپارتمان جنگل هریانا نگهداری می‌شوند.
این مکان در سال ۱۹۷۱ تأسیس شد و گونه‌های در خطر انقراض مانند سیاه‌کل، چیتال، گوزن سمبر و نیلی‌گاو در آن یافت می‌شوند.

## رسانه
دوردارشان مرکز حصار در سال ۲۰۰۲ تأسیس شد. علاوه بر دوردارشان، اپراتورهای محلی کابلی نیز کانال‌های تلویزیونی را در این شهر پخش می‌کنند. ایستگاه All India Radio نیز در حصار قرار دارد. ایستگاه‌های رادیویی خصوصی FM فعال در حصار شامل بیگ اف‌ام، My FM, Radio Mantra, Radio Dhamaal و Radio Tarang هستند. ایستگاه رادیو اجتماعی CCS HAU در سال ۲۰۱۱ راه‌اندازی شد.

## امکانات

### خدمات شهری
پیش از جنبش استقلال‌طلبی هند، باد موسمی و آب‌های زیرزمینی منابع اصلی آبیاری بودند. منبع اصلی آب در حال حاضر شاخه بالساماند کانال یامونا غربی است. شرکت شهرداری حصار آب آشامیدنی را به شهر تأمین می‌کند. این شهر اولین بار در سال ۱۹۳۶ برق دریافت کرد. توزیع برق توسط Dakshin Haryana Bijli Vitran Nigam Limited انجام می‌شود. بی‌اس‌ان‌ال خدمات تلفن ثابت و فراخ‌باند را ارائه می‌دهد. پوشش تلفن همراه گسترده است و ارائه‌دهندگان اصلی خدمات شامل Vodafone Essar, بهارتی ایرتل، بی‌اس‌ان‌ال، ارتباطات ریلاینس، آیدیا و تاتا تله‌سرویسز هستند. برنامه‌ریزی شهری این شهر توسط اداره توسعه شهری هریانا انجام می‌شود.

## خدمات درمانی
افرادی از پنجاب و راجستان برای درمان‌های پزشکی به حصار می‌آیند. انجمن صلیب سرخ در این شهرستان خدماتی برای افراد توان‌یاب ارائه می‌دهد.

## ترابری

### جاده‌ای
این شهر در بزرگراه ملی ۹ هند و بزرگراه ملی ۵۲ هند واقع شده است. بزرگراه ملی ۹ از پیتوراگره به مالوت، آن را به روتک و سیرسا متصل می‌کند و بزرگراه ملی ۵۲ از سنگرور به انکولا آن را به ناروانا و جیپور و کایتال مرتبط می‌سازد. بزرگراه‌های ایالتی که از حصار عبور می‌کنند شامل بزرگراه‌های ایالتی ۱۰، ۱۳ و ۲۰ هستند. علاوه بر این، جاده‌های شهرستانی، جاده‌های روستایی و جاده‌های بازرسی کانال نیز وجود دارند. در سال ۱۹۴۷، طول کل روسازی جاده‌ها در این شهر ۱۳۷ کیلومتر (۸۵ مایل) بود که تا سال ۱۹۷۸ به ۱٬۱۸۸ کیلومتر (۷۳۸ مایل) افزایش یافت.

### اتوبوس
اتوبوس یکی از اصلی‌ترین وسایل حمل‌ونقل در شهر است. خدمات اتوبوس‌رانی توسط هریانا رودویز و سایر اپراتورهای خصوصی ارائه می‌شود. پایانه اتوبوس حصار در ۱۱ اوت ۱۹۶۹ تأسیس شد و یک پایانه فرعی در هانسی دارد. تا سال ۲۰۱۲، این پایانه دارای ۱۹۸ اتوبوس با جابه‌جایی روزانه ۷۳٬۵۰۰ نفر بوده است. همه ۲۹۰ روستای بخش حصار از طریق حمل‌ونقل عمومی هریانا رودویز یا اتوبوس‌های خصوصی به شهر متصل هستند. اتوریکشا یکی از وسایل اصلی حمل‌ونقل درون‌شهری است. در اوت ۲۰۱۲، اتوبوس شهری در این شهر راه‌اندازی شد.
این شهر بخشی از پروژه راهرو صنعتی دهلی-بمبئی است که هدف آن توسعه ارتباطات جاده‌ای و ریلی قوی بین شهرهای واقع در این مسیر و تبدیل آن‌ها به مناطق صنعتی است.

### ریلی
حصار یک ایستگاه راه‌آهن تقاطع است و تحت بخش بیکانر از منطقه ریلی شمال غربی قرار دارد. اولین خط ریلی به این شهر در سال ۱۸۸۳ ساخته شد، زمانی که خط دهلی-ریواری به باتیندا گسترش یافت. در حال حاضر، چهار خط ریلی ریل پهن در این ایستگاه وجود دارد. این ایستگاه بخشی از راهرو اختصاصی حمل‌ونقل ریلی غربی است که طبق آن، این شهر به عنوان یک واحد صنعتی صادرات‌محور توسعه خواهد یافت. این شهر از طریق خطوط ریلی به ایالت‌های همسایه متصل است.

### هوایی
فرودگاه حصار در حاشیه شهر قرار دارد و در حال حاضر تحت بازسازی است. در اوت ۲۰۱۲، اداره کل هوانوردی کشوری برنامه دولت ایالتی هریانا را برای توسعه فرودگاه و ارائه خدمات مسافری داخلی تأیید کرد. باند فرودگاه که در حال حاضر ۴٬۰۰۰-فوت (۱٬۲۰۰-متر) است، به ۶٬۰۰۰ فوت (۱٬۸۰۰ متر) گسترش خواهد یافت تا خدمات هوایی فراهم شود.

## آموزش

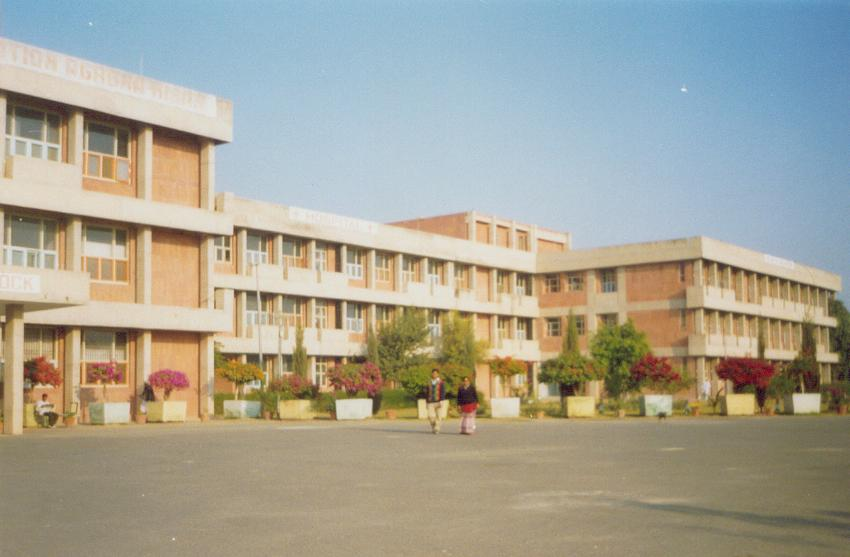
دانشکده پزشکی مهاراجه آگرسن در اگروها

### پیش از استقلال هند
پیش از راج بریتانیا، مدارس گروکول محلی آموزش ابتدایی ارائه می‌دادند. تا سال ۱۸۹۲، شهر حصار تنها یک دوره متوسطه اول داشت. اولین مدرسه خصوصی، دبیرستان CAV، در سال ۱۹۱۸ توسط آریه سماج تأسیس شد. دانشگاه کشاورزی چودری چران سینگ هریانا، یکی از بزرگ‌ترین دانشگاه‌های کشاورزی آسیا، اولین دانشگاهی بود که در سال ۱۹۷۱ در حصار تأسیس شد. سایر دانشگاه‌های واقع در این شهر شامل دانشگاه علم و فناوری گورو جامبشوار، دانشگاه دامپزشکی و علوم دامی لالا لاجپات رای و شانتی نیکتان ویدیاپیت، حصار هستند. آموزش گواهینامه خلبانی تجاری و خصوصی توسط مؤسسه هوانوردی غیرنظامی هریانا (HICA) از فرودگاه حصار که در سال ۱۹۶۵ ساخته شده است، ارائه می‌شود.
چندین مرکز پژوهشی کشاورزی و دامپزشکی نیز در این شهر قرار دارند، از جمله مرکز ملی پژوهش بر اسب‌ها، حصار، هریانا، مرکز پرورش گوسفند مرکزی، مزرعه دام دولتی، حصار، مؤسسه آموزش و آزمایش ماشین‌آلات کشاورزی منطقه شمالی، ایستگاه منطقه‌ای خوراک دام، حصار و مؤسسه مرکزی پژوهش بر گاومیش‌ها. در سال ۱۹۸۸، این شهر میزبان دومین کنگره جهانی گاومیش بود. کتابخانه اصلی شهر، کتابخانه نهرو است. این شهر همچنین دارای یک پلی‌تکنیک دولتی است که دوره‌هایی در زمینه‌های نساجی، مد، مهندسی مکانیک، مهندسی برق، مهندسی الکترونیک و ارتباطات و علوم کامپیوتر ارائه می‌دهد.

## ورزش
ورزشگاه مه‌بیر، ورزشگاه دانشگاه کشاورزی هریانا و مرکز ورزشی‌گیری دانشگاه کشاورزی هریانا میزبان آکادمی‌های ورزشی دولتی هستند.
ورزشکاران برجسته‌ای از حصار شامل مانویندر بیسلا در کریکت، ساینا نهوال در بدمینتون، پینکی جانگرا در بوکس و ماناندیپ سینگ در فوتبال هستند.

## افراد برجسته
- اسرار احمد، عالم مذهبی پاکستانی
- دوشیانت چوتالا، سیاستمدار هندی
- کمال گوپتا، سیاستمدار هندی
- جسرج، خواننده کلاسیک هندی
- او پی جیندال، تاجر هندی
- ساینا نهوال، بازیکن بدمینتون هندی
- شیوانگی پاتاک، کوهنورد هندی
- یاشپال شارما (بازیگر)، بازیگر
- مالیکا شراوات، بازیگر هندی